# Erik Grundström

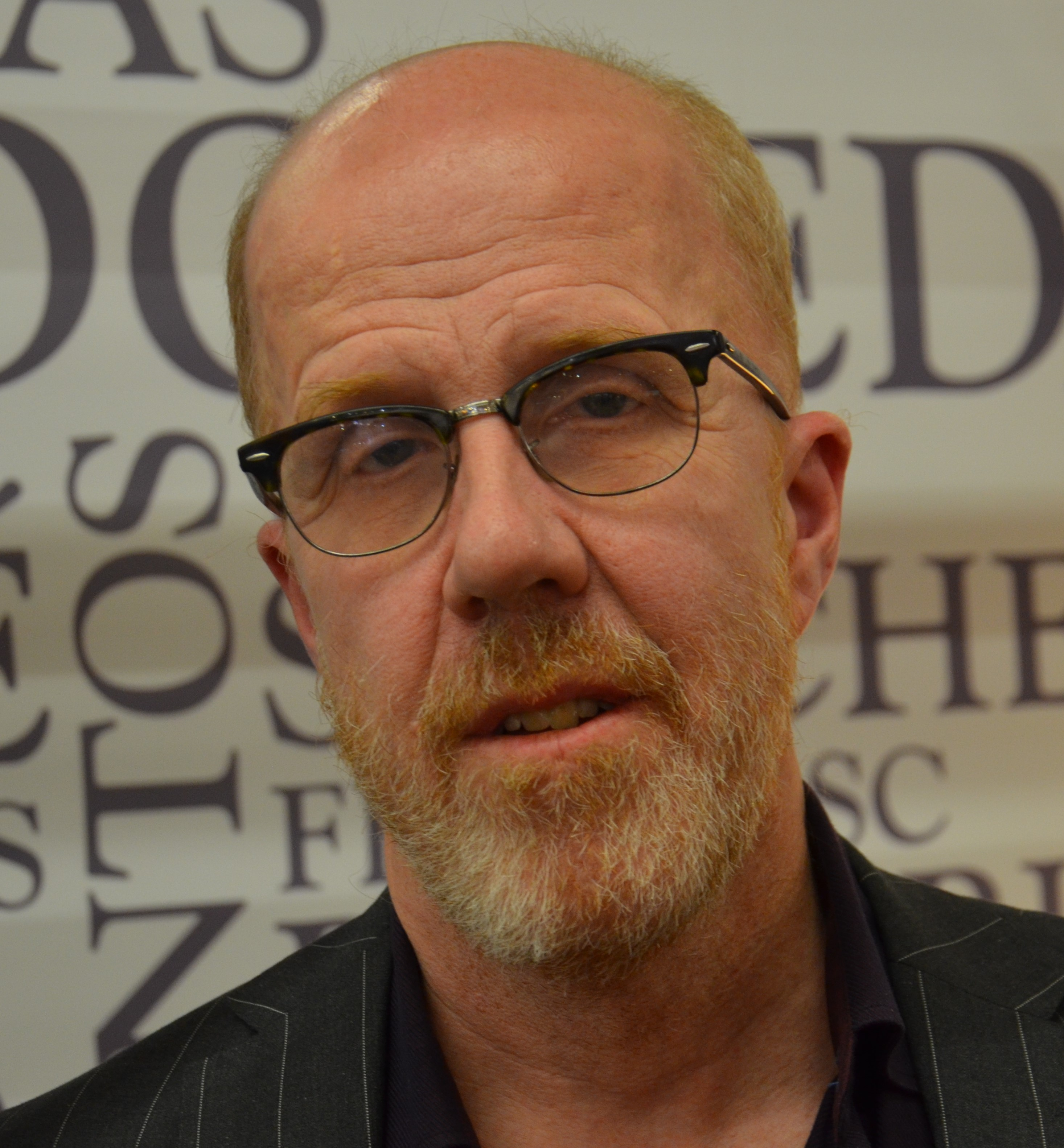
Erik Grundström

Erik Grundström, född 1955, är en svensk författare.
Grundström debuterade med romanen Inte kärlek 1985.

## Priser och utmärkelser
- 1993 – Rörlingstipendiet